# 韋斯·本特利
韋斯·本特利（英語：Wesley Cook "Wes" Bentley，1978年9月4日—）是美國的一位演員。他最著名的作品包括美國心玫瑰情等電影。本特利出生在俄亥俄州瓊斯伯勒。曾在飢餓遊戲電影中演出遊戲設計師希尼卡·克藍，及星際效應中飾演道爾（Doyle)。